# Mensa
Mensa (globalno tudi Mensa International) je največje, najstarejše in najbolj znano društvo, katerega člane odlikuje visok inteligenčni količnik. Potencialni člani morajo preseči mejo zgornjih 2 % katerega koli standardnega inteligenčnega testa.

## Osnovne informacije
Mensa je bila najprej ustanovljena leta 1946 v Veliki Britaniji. Avstralski advokat Roland Berrill in angleški znanstvenik in odvetnik dr. Lancelot Ware sta prišla do ideje, da bi ustanovila društvo za pametnejše, kjer bi bil edini pogoj visok inteligenčni količnik. 
Namen ustanoviteljev je bil ponuditi inteligentnim posameznikom možnost združevanja zgolj na podlagi visokega inteligenčnega količnika - ne glede na politična prepričanja, raso, vero ali življenjski slog. Mensa omogoča medsebojno spoznavanje, druženje in izmenjavo informacij članom, ki prihajajo iz povsem različnih ozadij. 
Mensa International ima že preko 100.000 članov, kjer jih je več kot 50.000 v Združenih Državah Amerike in 25.500 v Veliki Britaniji. Organizacija je vključena tudi v razne programe za nadarjene otroke, pismenost in štipendiranje, s čimer poskuša tudi opogumiti svoje člane k medsebojnemu komuniciranju.
Samo ime Mensa izhaja iz latinske besede, ki pomeni »miza«, kjer torej predstavlja okroglo mizo, kjer sedi enakopravna družba (čeprav logo prikazuje štirikotno mizo)

## Cilji Mense
Glavni cilji so trije: določiti in negovati človeško inteligenco v dobro človeštva; spodbujati raziskovanja naravo, značilnosti in uporabo inteligence; podpirati stimulativno inteligentne in socialne priložnosti njenih članov.
Mensa je izdala veliko knjig, med njimi tudi Poetry Mensa (1966), zbirka pesmi mensarjev iz celega sveta, ki je vsebovala tudi jezike  neangleških članov. Mensa ureja in izdaja svoj Mensa Research Journal, kjer tako člani kot tudi nečlani pišejo o raznih temah glede inteligence. Organizacija izdaja tudi revije, ki izhajajo večkrat letno. Med njimi je Mensa Bulletin, ki izhaja 10 krat letno izpod okrilja Ameriške Mense.
Slovenska Mensa izdaja brezplačno e-revijo Mensečnik, ki izhaja 4 krat letno in je zaenkrat dostopna samo članom Mense. Njeno bistvo so prispevki članov, rebusi, križanke in ostale miselne zanke in uganke.

## Organizacijska struktura
Mensa International sestoji iz 50 nacionalnih združenj. Dve največji sta ameriška in britanska Mensa, ki imata skupaj čez 75.000 članov, eno od združenj je tudi Mensa Slovenija.
Člani lahko ustanavljajo »Special Interest Groups« ali SIG-e, kjer se družijo notranje skupine z istimi interesi. Lahko so to samo člani, ki živijo v isti regiji, lahko pa je to skupina ljudi, kjer vse zanima kultura.

## Srečanja
Mensa ima veliko dogodkov za člane, od lokalnih do internacionalnih. V nekaj državah, med katerimi sta tudi ZDA in Velika Britanija, prirejajo dogodek z imenom Annual Gathering, ki se vsako leto organizira v drugem mestu, z govorniki, plesi, igrami in ostalimi dejavnostmi. Od 8. do 13. avgusta leta 2006 je bilo srečanje Mense iz celega sveta v Orlandu na Floridi, kjer so slavili 60 letnico ustanovitve društva. Bilo je okoli 2500 udeležencev iz več kot 30 držav.

## Člani Mense
Ker ni druge omejitve kot visok inteligenčni količnik, so člani vseh starosti in poklicev. Med njimi je veliko slavnih in pomembnih ljudi. Vsi plačujejo letno članarino, ki se razlikuje glede na državo.

## Nekaj izmed najbolj znanih članov Mense po svetu:
- Isaac Asimov, pisatelj in biokemik
- Geena Davis, igralka
- Steve Martin, igralec
- Stephen Hawking, fizik
- sir Clive Sinclair, izumitelj (avtor ZX Spectruma)
- Lisa Simpson, učenka

## Pop kultura in medijske reference
- V seriji Simpsonovi (The Simpsons) bi naj bili v Mensi Lisa Simpson, Professor Frink, Dr. Hibbert, Comic Book Guy, Seymour Skinner in Lindsey Naegle
- V Zvezdnih vratih: Atlantida je dr. Rodney McKay član Mense, John Sheppard je rešil test, a rezultatov niso nikoli prikazali, čeprav bi ga naj rešil dovolj dobro
- V Britanski televizijski komediji Green Wing je Dr. Alan Statham član Mense
- V animirani risanki iz leta 2005 Hoodwinked primerjajo zajca Boinga s hudobnim genijem, kjer on odgovori: »Ne vem, če sem ravno genij, čeprav so me vabili v Menso«
- V komediji iz leta 2000 »Jaz, Irene & jaz« zapusti žena Charlija Baileygatesa (ki ga je igral Jim Carrey) , po tem ko rodi tri nezakonske otroke z afriško ameriškim pritlikavcem. Le-ta je predsednik dela Mense na Rhode Islandu, prav tako pa je tudi žena članica.
- V komediji iz leta 2006 »Jaz, ti in nadloga Dupree« lahko vidimo, kako Randolph Dupree (ki ga je igral Owen Wilson) bere Mensa Bulletin v svoji sobi, kar bi lahko pomenilo, da je tudi njen član.